# Yvetot-Bocage
 Yvetot-Bocage  es una población y comuna francesa, situada en la región de Baja Normandía, departamento de Mancha, en el distrito de Cherbourg-Octeville y cantón de Valognes.

## Demografía
| 822 | 770 | 771 | 795 | 1044 | 1027 |
| Para los censos de 1962 a 1999 la población legal corresponde a la población sin duplicidades (Fuente: INSEE [Consultar]) |     |     |     |      |      |